# Ursa
Ursa là một chi nhện trong họ Araneidae.